# 高雄州

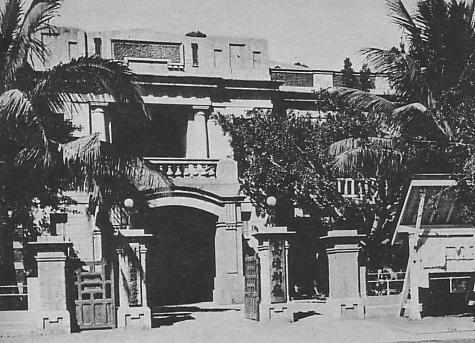
高雄州庁

高雄州（たかおしゅう）は、かつて台湾の地方行政区分だった五州三庁の一つで、現在の高雄市と屏東県を合わせた地域にあたる。

## 人口
昭和16年台湾常住戸口統計より
- 総人口　930,383人
  - 内訳
    - 内地人　59,633人
    - 台湾人　863,313人
    - 朝鮮人　598人
    - その他　6,839人

## 行政区分
- 1945年当時

1945年高雄州行政区分。

- 背景色が■である部分は1945年以前に廃止された行政区分

### 市
| 市     | 現在の行政区分 | 現在の行政区分                                                                 | 備考                       |
| ------ | -------------- | ------------------------------------------------------------------------------ | -------------------------- |
| 高雄市 | 高雄市         | 楠梓区、左営区、鼓山区、三民区、苓雅区、新興区、前金区、塩埕区、前鎮区、旗津区 | 1924年高雄郡高雄街より昇格 |
| 屏東市 | 屏東県         | 屏東市                                                                         | 1933年屏東郡屏東街より昇格 |

### 郡・街庄
| 郡       | 街庄   | 現在の行政区分 | 現在の行政区分                         | 備考                                                                          |
| -------- | ------ | -------------- | -------------------------------------- | ----------------------------------------------------------------------------- |
| 岡 山 郡 | 岡山街 | 高 雄 市       | 岡山区、橋頭区                         |                                                                               |
| 岡 山 郡 | 燕巣庄 | 高 雄 市       | 燕巣区                                 | 1924年高雄郡廃止により岡山郡に編入。                                          |
| 岡 山 郡 | 田寮庄 | 高 雄 市       | 田寮区                                 | 1932年旗山郡より編入。                                                        |
| 岡 山 郡 | 阿蓮庄 | 高 雄 市       | 阿蓮区                                 |                                                                               |
| 岡 山 郡 | 路竹庄 | 高 雄 市       | 路竹区                                 |                                                                               |
| 岡 山 郡 | 湖内庄 | 高 雄 市       | 湖内区、茄萣区                         |                                                                               |
| 岡 山 郡 | 弥陀庄 | 高 雄 市       | 弥陀区、永安区、梓官区                 |                                                                               |
| 岡 山 郡 | 楠梓庄 | 高 雄 市       | 楠梓区・橋頭区・燕巣区の一部           | 1924年高雄郡廃止により岡山郡に編入 1944年廃庄、高雄市・岡山街・燕巣庄に編入。 |
| 岡 山 郡 | 左営庄 | 高 雄 市       | 左営区、三民区・楠梓区・鼓山区の一部   | 1924年高雄郡廃止により岡山郡に編入 1940年廃庄、高雄市に編入。                 |
| 鳳 山 郡 | 鳳山街 | 高 雄 市       | 鳳山区                                 |                                                                               |
| 鳳 山 郡 | 小港庄 | 高 雄 市       | 小港区                                 |                                                                               |
| 鳳 山 郡 | 林園庄 | 高 雄 市       | 林園区                                 |                                                                               |
| 鳳 山 郡 | 大寮庄 | 高 雄 市       | 大寮区、鳳山区の一部                   |                                                                               |
| 鳳 山 郡 | 大樹庄 | 高 雄 市       | 大樹区                                 |                                                                               |
| 鳳 山 郡 | 仁武庄 | 高 雄 市       | 仁武区、大社区                         | 1924年高雄郡廃止により鳳山郡に編入。                                          |
| 鳳 山 郡 | 鳥松庄 | 高 雄 市       | 鳥松区                                 |                                                                               |
| 旗 山 郡 | 旗山街 | 高 雄 市       | 旗山区                                 |                                                                               |
| 旗 山 郡 | 美濃街 | 高 雄 市       | 美濃区                                 |                                                                               |
| 旗 山 郡 | 六亀庄 | 高 雄 市       | 六亀区、桃源区の一部                   | 1932年屏東郡より編入。                                                        |
| 旗 山 郡 | 杉林庄 | 高 雄 市       | 杉林区                                 |                                                                               |
| 旗 山 郡 | 甲仙庄 | 高 雄 市       | 甲仙区                                 |                                                                               |
| 旗 山 郡 | 内門庄 | 高 雄 市       | 内門区                                 |                                                                               |
| 旗 山 郡 | 蕃地   | 高 雄 市       | 那瑪夏区、桃源区、茂林区               | 1932年屏東郡から現在の桃源区、茂林区の地域を編入。                            |
| 屏 東 郡 | 長興庄 | 屏 東 県       | 長治郷、麟洛郷                         |                                                                               |
| 屏 東 郡 | 塩埔庄 | 屏 東 県       | 塩埔郷、九如郷の一部                   |                                                                               |
| 屏 東 郡 | 高樹庄 | 屏 東 県       | 高樹郷                                 |                                                                               |
| 屏 東 郡 | 里港庄 | 屏 東 県       | 里港郷                                 |                                                                               |
| 屏 東 郡 | 九塊庄 | 屏 東 県       | 九如郷                                 |                                                                               |
| 屏 東 郡 | 蕃地   | 屏 東 県       | 三地門郷、霧台郷                       |                                                                               |
| 潮 州 郡 | 潮州街 | 屏 東 県       | 潮州鎮                                 |                                                                               |
| 潮 州 郡 | 万巒庄 | 屏 東 県       | 万巒郷                                 |                                                                               |
| 潮 州 郡 | 内埔庄 | 屏 東 県       | 内埔郷、長治郷の一部                   |                                                                               |
| 潮 州 郡 | 竹田庄 | 屏 東 県       | 竹田郷                                 |                                                                               |
| 潮 州 郡 | 新埤庄 | 屏 東 県       | 新埤郷                                 |                                                                               |
| 潮 州 郡 | 枋寮庄 | 屏 東 県       | 枋寮郷                                 |                                                                               |
| 潮 州 郡 | 枋山庄 | 屏 東 県       | 枋山郷                                 |                                                                               |
| 潮 州 郡 | 蕃地   | 屏 東 県       | 泰武郷、来義郷、春日郷、獅子郷、瑪家郷 | 1932年屏東郡から現在の瑪家郷の地域を編入。                                    |
| 東 港 郡 | 東港街 | 屏 東 県       | 東港鎮                                 |                                                                               |
| 東 港 郡 | 新園庄 | 屏 東 県       | 新園郷、崁頂郷                         |                                                                               |
| 東 港 郡 | 万丹庄 | 屏 東 県       | 万丹郷                                 |                                                                               |
| 東 港 郡 | 林辺庄 | 屏 東 県       | 南州郷、林辺郷                         |                                                                               |
| 東 港 郡 | 佳冬庄 | 屏 東 県       | 佳冬郷                                 |                                                                               |
| 東 港 郡 | 琉球庄 | 屏 東 県       | 琉球郷                                 |                                                                               |
| 恒 春 郡 | 恒春街 | 屏 東 県       | 恒春鎮                                 |                                                                               |
| 恒 春 郡 | 車城庄 | 屏 東 県       | 車城郷                                 |                                                                               |
| 恒 春 郡 | 満州庄 | 屏 東 県       | 満州郷                                 |                                                                               |
| 恒 春 郡 | 蕃地   | 屏 東 県       | 牡丹郷                                 |                                                                               |

### 戦後
- 高雄市と屏東市は台湾省へ移管、高雄県より離脱。
- 1946年4月高雄県政府は鳳山鎮へ移転。8月鳳山区廃区、同区管内の郷鎮は高雄県の直接管轄となる。
- 1946年9月新南群島（1939年高雄市に編入）は広東省へ移管、台湾省高雄市より離脱（1979年高雄市に再編入）。
- 1947年2月屏東区廃区、長興郷と九塊郷は屏東市へ移管、塩埔郷と高樹郷と里港郷は高雄県の直接管轄となる、同区の蕃地は潮州郡へ移管。
- 1949年3月高峰区と雄峰区設置、旗山区と旧屏東区の蕃地は高峰区へ、潮州区と恒春区の蕃地は雄峰区へ移管。
- 1950年全部の区廃止。旧岡山・鳳山・旗山区管内の郷鎮は現在の高雄県に、旧屏東・潮州・東港・恒春区管内の郷鎮は現在の屏東県に統合、屏東市は屏東県へ移管、長興郷と九塊郷は屏東県の直接管轄となる。

## 歴代知事
- 富島元治：1920年9月1日 -
- 木村英俊：1924年12月25日 -
- 三浦碌郎：1924年12月28日 -
- 高橋親吉：1926年10月12日 -
- 太田吾一：1927年7月27日 - 1931年1月20日
- 平山泰：1931年1月22日 -
- 野口敏治：1931年9月12日 -
- 西澤義徴：1933年8月4日 -
- 内海忠司：1935年9月2日 -
- 赤堀鐵吉：1939年1月28日 -
- 坂口主税：1941年5月14日 -
- 高原逸人：1943年11月13日 -

## 医療
- 台湾総督府高雄病院
- 台湾総督府屏東病院

## 法院（裁判所）
昭和20年（1945年）当時

(審判の行うことの無かったものを「裁判所」とカウントしなかった)（沿革略）
- 高雄地方法院

## 警察
昭和20年（1945年）当時
- 高雄州警務部
  - 高雄東警察署
  - 高雄西警察署
  - 高雄水上警察署(高雄港)
  - 屏東警察署
  - 岡山郡警察課
  - 鳳山郡警察課
  - 旗山郡警察課
  - 屏東郡警察課
  - 潮州郡警察課
  - 東港郡警察課
  - 恒春郡警察課

## 税務
昭和11年（1936年）当時

### 税関
- 高雄税関

## 気象
昭和17年（1942年）当時
- 恒春測候所

## 専売局
昭和20年（1945年）当時
- （専売局）
  - 高雄支局
  - 屏東支局
    - 屏東酒工場

## 教育

### 高等教育機関
- 屏東師範学校→台南師範学校に移管（1943年）（現 国立屏東大学）

### 中等教育学校
- 高雄州立高雄第一中学校(現 高雄市立高雄高級中学)
- 高雄州立高雄第二中学校(廃止、高雄高級中学に統合)
- 高雄州立屏東中学校(現 国立屏東高級中学)
- 高雄州立高雄第一高等女学校(現 高雄市立高雄女子高級中学)
- 高雄州立高雄第二高等女学校(廃止、高雄女子高級中学に統合)
- 高雄州立屏東高等女学校(現 国立屏東女子高級中学)
- 高雄州立高雄工業学校(現 高雄市立高雄高級工業職業学校)
- 高雄州立高雄商業学校(現 高雄市立高雄高級商業職業学校)
- 高雄州立屏東農業学校(現 国立屏東科技大学)

## 日本軍駐屯地
昭和11年（1936年）の平時編制
- 飛行第8連隊（屏東市）
- 台湾高射砲第8連隊（屏東市）

## 鉄道
昭和19年（1944年）の路線

### 総督府鉄道
- 縦貫線
- 屏東線（佳冬～枋寮間戦時中に一時廃止）
- 東港線

## 道路
昭和14年（1939年）当時

### 指定道路
- 縦貫道路
- 旗山甲仙道
- 旗山六亀道
- 旗山美濃道
- 旗山関廟道
- 九曲堂嶺口道
- 岡山弥陀道
- 左営弥陀道
- 内埔高樹道
- 屏東旗山道
- 里港六亀道
- 里港嶺口道
- 楠梓旗山道
- 楠梓鳳山道
- 高雄鳳山道
- 鳳山大林蒲道
- 大林蒲東港道
- 東港屏東道
- 恒春台東道
- 車城州界道
- 楓港台東道
- 恒春大坂埒道
- 大坂埒墾丁道

## 港湾
昭和13年（1938年）当時

### 開港
- 高雄港

## 日本海軍
- 高雄警備府 1943年4月設置

## 油田
- 海軍甲仙油田

## 神社
- 高雄神社
- 阿緱神社
- 岡山神社
- 潮州神社
- 東港神社
- 鳳山神社
- 里港神社
- 佳冬神社
- 旗山神社
- 恒春神社
- 高士神社

## 国立公園
- 新高阿里山国立公園

## 企業
州内に本社を有する資本金50万円以上の企業である（昭和7年・1932年当時）

### 製造業
- 台湾製糖
- 明治製糖
- 新興製糖
- 六亀製糖
- 高雄製氷
- 台湾鉄工所

### 運輸業
- 台湾運輸

### 卸売小売業
- 陳中和物産
- 昭和産業

### 金融業
- 屏東信託

### 不動産業
- 打狗土地

## 出身有名人
この時代に生まれ育つか、または活躍した者を掲載
- 陳中和（資産家）
- 黄文雄（評論家）
- 呉昌征（野球選手）